# 森田麗美
森田 麗実（もりた れみ）は、元富山テレビのアナウンサー。

## 過去の担当番組
- ライブBBT（月曜：追跡！野菜のお値段　木曜・金曜：キャスター）
- フルサタ!

| スタブアイコン | サブスタブ | この項目は、まだ閲覧者の調べものの参照としては役立たない、アナウンサーに関連した書きかけの項目です。この項目を加筆・訂正などしてくださる協力者を求めています（PJ:アナウンサー）。 |